# بوعنز
Bouanzé هي بلدة وبلدية في موريتانيا التي تقع في مقاطعة ولد ينج من ولاية غيديماغا